# Nélson Oliveira
Nélson Filipe Santos Simões Oliveira (Vilarinho do Bairro, Anadia, 6 de març de 1989) és un ciclista portuguès, professional des del 2010. Actualment corre a l'equip Movistar Team. Ha guanyat diferents campionats nacionals tant en ruta com en contrarellotge, així com una etapa a la Volta a Espanya de 2015. Ha participat en tres edicions dels Jocs Olímpics d'Estiu, el 2012, 2016 i 2020. Destaca la setena posició en la prova contrarellotge del 2016.

## Palmarès
- 2008
  -  Campionat de Portugal sub-23 en contrarellotge
- 2009
  -  Campionat de Portugal sub-23 en contrarellotge
- 2010
  -  Campionat de Portugal sub-23 en contrarellotge
- 2011
  -  Campionat de Portugal en contrarellotge
- 2014
  -  Campionat de Portugal en ruta
  -  Campionat de Portugal en contrarellotge
- 2015
  -  Campionat de Portugal en contrarellotge
  - Vencedor d'una etapa a la Volta a Espanya
- 2016
  -  Campionat de Portugal en contrarellotge

### Resultats al Tour de França
- 2014. 87è de la classificació general
- 2015. 47è de la classificació general
- 2016. 80è de la classificació general
- 2019. 79è de la classificació general
- 2020. 55è de la classificació general
- 2022. 52è de la classificació general
- 2023. 53è de la classificació general

### Resultats al Giro d'Itàlia
- 2012. 64è de la classificació general
- 2013. 81è de la classificació general
- 2021. 27è de la classificació general

### Resultats a la Volta a Espanya
- 2011. 118è de la classificació general
- 2015. 21è de la classificació general. Vencedor d'una etapa
- 2017. 47è de la classificació general
- 2018. 71è de la classificació general
- 2019. 46è de la classificació general
- 2020. 39è de la classificació general
- 2022. 37è de la classificació general
- 2023. 53è de la classificació general